# ベイライナー水戸・横浜号

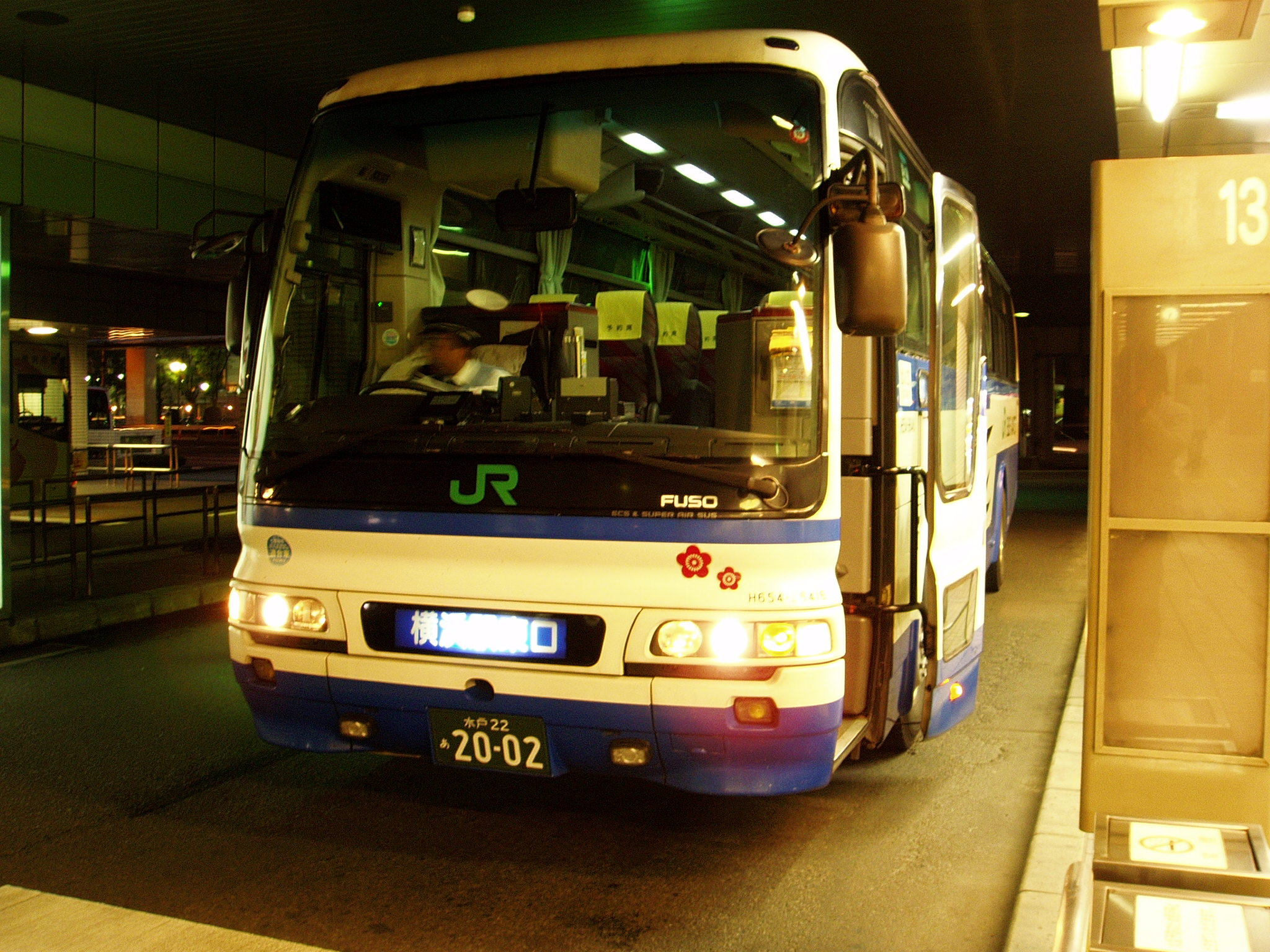
横浜駅に到着したJRバス関東「ベイライナー水戸・横浜号」 H654-96416

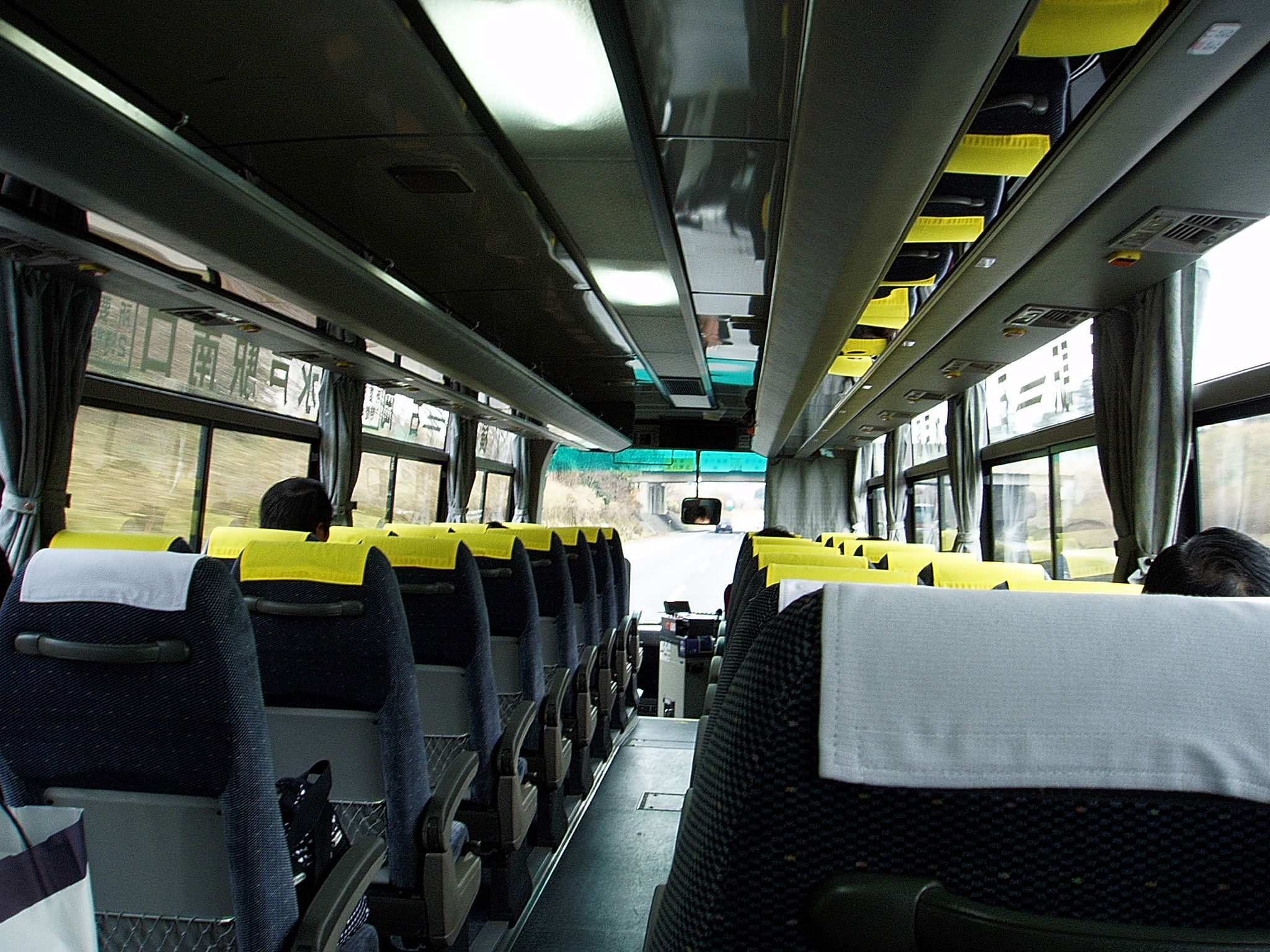
「ベイライナー水戸・横浜号」車内（京浜急行バス便）黄色いシートカバーの席が「予約席」

ベイライナー水戸・横浜号（ベイライナーみとよこはまごう）とは、かつて横浜駅（東口）・みなとみらい - 水戸駅間を首都高速道路・常磐自動車道・北関東自動車道経由で結んでいた高速バスの愛称。（但し、横浜側では愛称名を用いた案内は行っていない。）
2006年1月の路線開設以来、水戸市から横浜市へ直通する唯一の公共交通機関であった。
この項では、主に廃止時点での概況を記す。

## 運行会社
- JRバス関東（水戸支店）
- 京浜急行バス（羽田営業所）
- 茨城交通（浜田営業所）※2007年3月31日まで

## 運行ダイヤ
- 下り便 横浜駅東口発時刻 ※印＝クイーンズスクエア始発
  - 1号 7:20 （京急）
  - 3号 12:00 （JR※）
  - 5号 14:10 （京急※）
  - 7号 16:30 （京急※）
  - 9号 18:40 （JR※）
  - 11号 21:00 （JR）
- 上り便 水戸駅南口発時刻 ※印＝クイーンズスクエア行き
  - 2号 7:10 （JR※）
  - 4号 9:10 （JR※）
  - 6号 11:40 （京急※）
  - 8号 16:40 （JR）
  - 10号 18:40 （京急）
  - 12号 20:40 （京急）

## 停車バス停
所要時間は、水戸方面行き約150分、横浜方面行き約170分。
- クイーンズスクエア
- 美術の広場前
- みなとみらい大通

（クイーンズスクエア-横浜駅東口間は一部便のみ）
- 横浜駅東口

（首都高速道路・常磐自動車道経由）
- （常磐道）石岡（石岡市）

（常磐自動車道・北関東自動車道経由）
- 茨城町西インター

（以下、水戸市内）
- 県自動車学校
- 米沢中央
- 県庁前
- 昭和自動車教習所前
- みなみ団地入口
- 千波中入口
- 水戸駅南口

## 沿革
- 2006年1月28日 - 1日9往復（各社3往復ずつ）で運行開始。
- 2007年4月1日 - 茨城交通が撤退、1日6往復に減便。茨城町西インター停車、一部便みなとみらい地区延伸。
- 2007年6月15日 - 同日の運行をもって廃止。

## 特記事項
- 予約制であるが、空席があれば乗車可能だった。なお、前方の7列（28席）分が「予約席」として、ヘッドレストに黄色いカバーをかけて区別されているが、下り便および上り便の石岡発車後は、空いていれば予約なしの乗客も着席可能であった。
- 回数券は車内でも発売していたが、幹事会社がJRバス関東のため、JRバス以外の便であっても回数券はJRバスの様式である（廃止に伴い、回数券の払戻をJRバス関東水戸駅・京急バス横浜駅東口案内所にて2007年8月31日まで取り扱う→回数券の払戻について、京急バス横浜駅東口案内所に問い合わせたところ、2007年8月31日以降も払戻可とのこと。2007年9月10日現在）。